# Chris Metzen
Christopher Vincent Metzen (n. 22 noiembrie 1973, SUA)  este un designer american de jocuri, artist, actor de voce și autor cunoscut pentru munca sa de creație a unor universuri și scenarii fictive pentru cele trei mari francize media premiate ale Blizzard Entertainment: Warcraft, Diablo și StarCraft. Ocazional, Metzen și-a publicat arta sub pseudonimul „Thundergod”. Metzen a fost angajat de Blizzard Entertainment ca animator și artist; prima sa lucrare pentru această companie a fost pentru  jocul video Justice League Task Force.
Metzen a fost vicepreședintele principal al dezvoltării de povești și francize de la Blizzard Entertainment și a asistat proiectele companiei, oferind talent vocal pentru o serie de personaje, precum și contribuind la designul artistical personajelor. În afara Blizzard Entertainment, Metzen a scris o serie de romane grafice bazate pe un al doilea război civil american futuristic. Metzen s-a retras în septembrie 2016 pentru a petrece mai mult timp cu familia. 
Cel mai recent, Metzen a scris romanele grafice, Transformers: Autocracy și Transformers Monstrosity împreună cu autorul Flint Dille și artistul Livio Ramondelli.

## Roluri

### Jocuri video
- StarCraft - Marine, Battlecruiser, Ghost
- Warcraft III: Împărăția haosului - Thrall
- Warcraft III: Tronul înghețat - Thrall, Vol'jin
- World of Warcraft - Thrall, Vol'jin, Orci, Nefarian, Ragnaros, Hakkar the Soulflayer
- World of Warcraft: The Burning Crusade - Thrall, Vol'jin
- World of Warcraft: Wrath of the Lich King - Thrall, Vol'jin, Varian Wrynn, Deathbringer Saurfang / Dranosh Saurfang, Bronjahm
- StarCraft II: Wings of Liberty - Marine, Battlecruiser
- World of Warcraft: Cataclism - Thrall, Vol'jin, Varian Wrynn, Nefarian, Ragnaros, Hakkar the Soulflayer
- World of Warcraft: Mists of Pandaria - Thrall, Arcanital Mara'kah, Căpitanul Halu'kal, Nalak the Storm Lord, War-God Jalak
- Starcraft II: Heart of the Swarm - Marine, Battlecruiser
- Hearthstone - Thrall, Diverși minioni
- World of Warcraft: Warlords of Draenor - Thrall, Varian Wrynn
- Heroes of the Storm - Thrall, Varian Wrynn, Imperius
- StarCraft II: Legacy of the Void - Marine, Battlecruiser
- World of Warcraft: Legion - Thrall, Varian Wrynn, Duke Hydraxis
- Overwatch - Bastion
- World of Warcraft: Battle for Azeroth - Thrall